# Sacra Cesárea Católica Real Majestade
Sacra Cesárea Católica Real Majestade (abreviatura SCCRM), foi um tratamento exclusivo ostentado pelo imperador Carlos V, que era também soberano do Reino da Espanha como Carlos I.

## Criação
Quando Carlos I de Espanha assumiu o trono do Sacro Império Romano-Germânico, criou para si o referido tratamento, que numa época em que o catolicismo estava em contraste na Europa com o islamismo do Império Otomano. O mesmo tratamento serviu para realçar a posição de Carlos como soberano mais poderoso da Europa. - (Quando se falava pessoalmente com imperador, ele devia ser tratado como "Vossa Majestade").